# Conseil communal (Monaco)
Pour les articles homonymes, voir Conseil communal.
Hôtel de ville de Monaco
Le Conseil communal (monégasque : Cunsiyu cumünale) est l'assemblée délibérante de la commune de Monaco. Il s'agit de l'unique commune de la principauté de Monaco, les limites de la ville et de l'État étant confondues, ce qui en fait une cité-État.
Le Conseil communal est composé d'un maire et de 14 conseillers communaux élus pour un mandat de quatre ans.

## Mode de scrutin
Le Conseil communal est composé de 15 sièges pourvus pour quatre ans au scrutin de liste plurinominal majoritaire à deux tours dans une unique circonscription électorale.
Les électeurs votent pour autant de candidats que de sièges à pourvoir, avec la possibilité d'un panachage en rayant ou en ajoutant des noms sur les listes proposées. Les candidats ayant réuni la majorité absolue des suffrages exprimés au premier tour sont élus à hauteur du nombre de sièges à pourvoir. S'il reste des sièges non pourvus, un second tour est organisé deux semaines plus tard entre les candidats restants. Les seconds tours sont néanmoins très peu fréquents. Depuis le début des années soixante, ce cas de figure n'est ainsi arrivé que trois fois, en 1967, 1979 et 1991. À la suite des élections, le conseil communal élit le maire en son sein.

## Pouvoirs
Les principales prérogatives du Conseil communal et donc de la Mairie concernent le domaine social (maintien à domicile des personnes âgées et crèches), l'animation de la ville, le domaine culturel (médiathèque, École supérieure d'arts plastiques, Académie de musique), l’état civil, les halles et marchés, l'organisation des élections, etc.